# Perth (Szkocja)
Perth (gael. Peairt) − miasto (city) w środkowej Szkocji, położone nad rzeką Tay, stolica jednostki administracyjnej Perth and Kinross, dawniej hrabstwa Perthshire.

## Charakterystyka
Według spisu z 2001 roku liczy 43 450 mieszkańców. Od 1998 roku jest miastem partnerskim Bydgoszczy. Na miejscowym cmentarzu pochowany jest polski pilot i konstruktor Stanisław Działowski. Perth jest położone koło drogi krajowej A9 pomiędzy Dundee a Edynburgiem. W miejscowości znajduje się uczelnia Perth College.

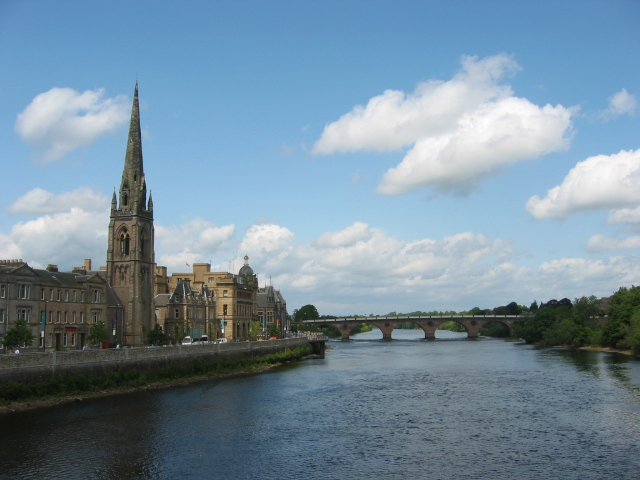
Most Smeaton's Bridge, z kościołem św. Mateusza, widok na północ z mostu Queen's Bridge

Stolica Szkocji od XII wieku do 1437 roku. Miasto posiadało status city do końca lat 90. XX wieku, gdy rząd Wielkiej Brytanii, wraz z parlamentem Szkocji, przedefiniował pojęcie miasta i stworzył listę zatwierdzonych miast, na której to Perth się nie znalazło. W 2012 roku Perth odzyskało status city, nadany z okazji diamentowego jubileuszu Elżbiety II.
W mieście rozwinął się przemysł chemiczny, spożywczy oraz szklarski.

## Miasta partnerskie
- Bydgoszcz, Polska
- Aschaffenburg, Niemcy
- Haikou, Chiny
- Perth, Kanada
- Psków, Rosja
- Cognac, Francja